# Gemah
Gemah is een bestuurslaag in het regentschap Semarang van de provincie Midden-Java, Indonesië. Gemah telt 16.089 inwoners (volkstelling 2010).